# Fortnight (Lied)
Fortnight ist ein Lied der US-amerikanischen Singer-Songwriterin Taylor Swift aus dem Jahre 2024, in Zusammenarbeit mit dem US-amerikanischen Rapper Post Malone.

## Entstehung und Veröffentlichung
Das Lied wurde von den Interpreten Post Malone (Austin Post) und Taylor Swift, zusammen mit Jack Antonoff, geschrieben. Antonoff und Swift zeichneten zudem für die Produktion verantwortlich.
Die Erstveröffentlichung von Fortnight erfolgte zeitgleich als Albumtitel und Single am 19. April 2024 bei Republic Records. Die Single erschien zunächst als digitaler Einzeltrack zum Download und Streaming. In den folgenden Wochen erschienen weitere digitale Singleausführungen, die um Remixe ergänzt wurden. Exklusiv über ihren Onlineshop erschien zudem eine CD-Ausführung. Zeitgleich zur Singleveröffentlichung erschien Fortnight als Teil von Swifts elften Studioalbum The Tortured Poets Department. Am 8. Juli 2024 wurden eine akustische Version und ein von Cults produzierter Remix veröffentlicht.

## Komposition
Der Song steht in der Tonart B-Dur im gemeinsamen Takt mit einem Tempo von 96 Schlägen pro Minute.

## Liveaufführung

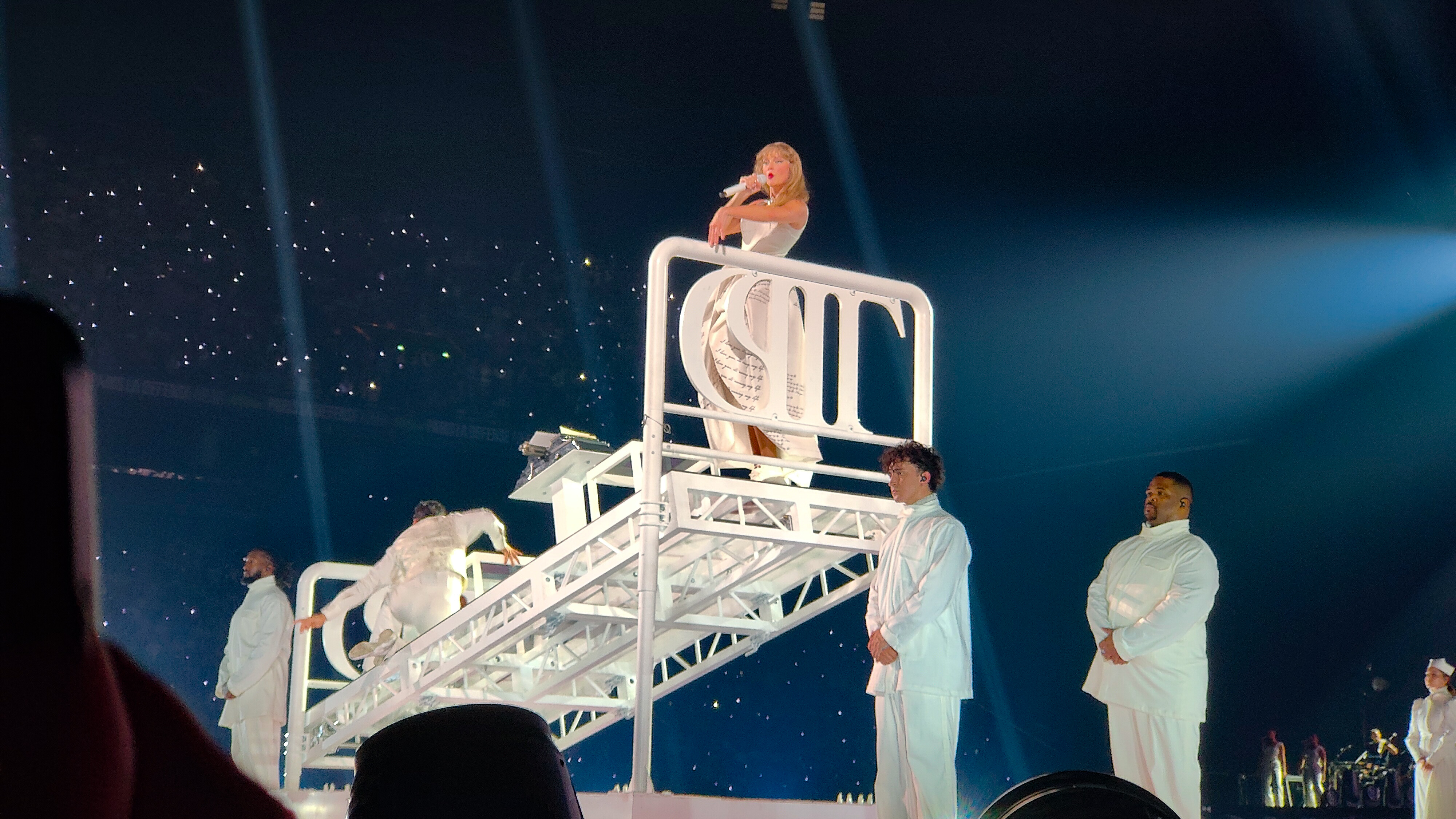
Swift live mit Fortnight bei der The Eras Tour.

Ab den Konzerten im Mai 2024 im westlich von Paris gelegenen Vorort Nanterre, im Rahmen der Eras Tour, überarbeitete Swift die Setlist und nahm Lieder von The Tortured Poets Department auf, darunter Fortnight. Auf der Bühne stehen ein mit TTPD beschriftetes Bett und Tänzer, die als Krankenschwestern verkleidet sind. Swift singt das Lied, während sie an einer Schreibmaschine sitzt, gegenüber einer Tänzerin.

## Musikvideo
Swift hat das Musikvideo zu Fortnight geschrieben und Regie geführt, die Kameraführung lag in den Händen von Rodrigo Prieto. Vier Stunden vor der Veröffentlichung des Albums postete Swift einen Teaser für das Musikvideo in den sozialen Medien. Das Musikvideo wurde am 19. April 2024 veröffentlicht. Es ist in Schwarz-Weiß gedreht und zeigt Swift und Malone als Ex-Geliebte sowie die Club der toten Dichter-Stars Ethan Hawke und Josh Charles als Psychiater, die Tests an Swift durchführen. Alexa Camp vom Slant Magazine schrieb, dass Swift und Malone in einer Art Beziehungs-Rehabilitationszentrum schreiben, in dem sie glücklichere Erinnerungen aneinander aufleben lassen sollen".
Swift teilte über die sozialen Medien mit, dass das Video die Aspekte des Albums zusammenfasst: „Ich wollte euch die Welten zeigen, die ich in meinem Kopf gesehen habe und die als Hintergrund für die Entstehung dieser Musik dienten. So ziemlich alles darin ist eine Metapher oder ein Verweis auf die eine oder andere Ecke des Albums.“ Einigen Publikationen zufolge erinnert das Musikvideo an den Film Poor Things aus dem Jahr 2023. Megan Thomas von CNN schrieb, das Video sei „seltsam und doch schön“. Power war der Meinung, dass das Video eine eindringliche Qualität hat und sagte: „Hier geht sie uns unter die Haut wie nie zuvor“.

## Rezensionen

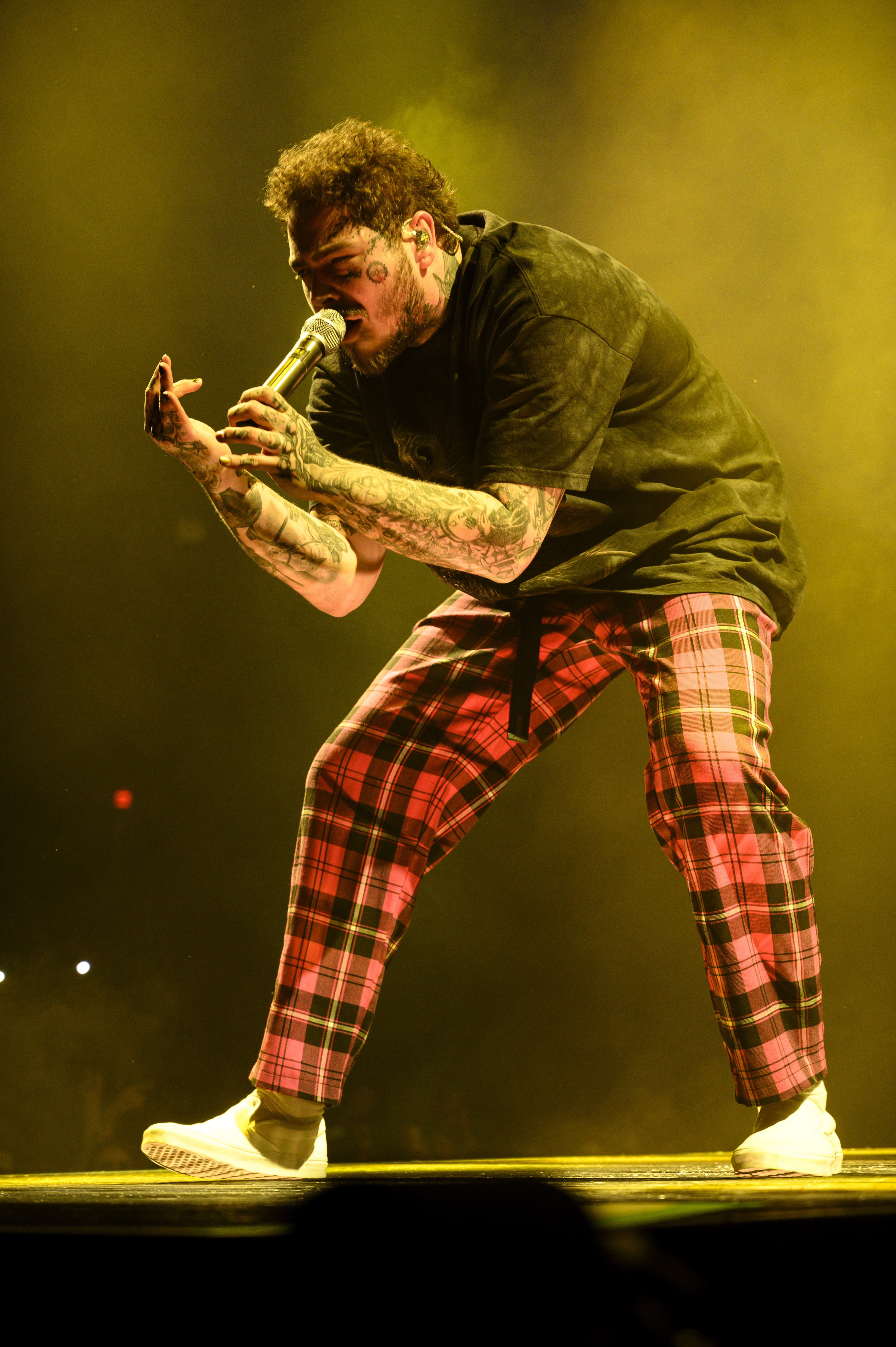
Einige Kritiker lobten den Gastgesang von Post Malone.

Alli Rosenbloom von CNN beschrieb den Song als „dynamischen ersten Track“ und „vielleicht den eingängigsten des Albums“ und lobte, wie gut Swifts und Malones Gesang zusammenpassen. Mesfin Fekadu von The Hollywood Reporter bezeichnete es ebenfalls als ein Highlight des Albums. Im Irish Independent meinte John Meagher, dass Malones Gastauftritt im Vergleich zu seiner üblichen Tendenz zu „melodramatischen Auftritten“ zurückhaltend war, und das Ergebnis sei „umso besser“ gewesen.
In weniger enthusiastischen Rezensionen bewerteten Callie Ahlgrim von Business Insider und Laura Molloy von NME Fortnight als uninspiriert für Swifts künstlerisches Schaffen und argumentierten, dass der Sound zu ähnlich zu Antonoffs und Swifts früheren Kollaborationen sei. Mark Richardson vom Wall Street Journal bezeichnete sie als „lauwarm“.

## Kommerzieller Erfolg
Nach nur einem Tag der Veröffentlichung stellte Fortnight den Streaming-Rekord für einen Song auf Spotify auf und übertraf damit den bisherigen Spitzenwert von Mariah Careys All I Want for Christmas Is You (1994).

### Chartplatzierungen
Fortnight debütierte an der Spitze der Billboard Global 200 und markierte Swifts fünften Nummer-eins-Hit, womit sie mit Rekordhalter Bad Bunny gleichzog. Es war einer der neun Titeln aus The Tortured Poets Department, die in den Top 10 debütierten, womit Swift nun 33 Top-10-Einträge erzielte. Die Single avancierte unter anderem in Australien, Neuseeland, den Vereinigten Staaten und dem Vereinigten Königreich zum Nummer-eins-Hit. In Deutschland und Österreich erreichte es je den zweiten Rang und musste sich in beiden Ländern lediglich I Like the Way You Kiss Me von Artemas geschlagen geben.
| ChartsChartplatzierungen       | Höchstplatzierung | Wochen |
| ------------------------------ | ----------------- | ------ |
| Deutschland (GfK)              | 2 (25 Wo.)        | 25     |
| Österreich (Ö3)                | 2 (23 Wo.)        | 23     |
| Schweiz (IFPI)                 | 3 (19 Wo.)        | 19     |
| Vereinigte Staaten (Billboard) | 1 (21 Wo.)        | 21     |
| Vereinigtes Königreich (OCC)   | 1 (24 Wo.)        | 24     |

| ChartsJahrescharts (2024)      | Platzierung |
| ------------------------------ | ----------- |
| Deutschland (GfK)              | 44          |
| Österreich (Ö3)                | 48          |
| Schweiz (IFPI)                 | 65          |
| Vereinigte Staaten (Billboard) | 22          |
| Vereinigtes Königreich (OCC)   | 19          |

### Auszeichnungen für Musikverkäufe
| Land/Region                  | Auszeichnungen für Musikverkäufe (Land/Region, Auszeichnung, Verkäufe) | Verkäufe  |
| ---------------------------- | ---------------------------------------------------------------------- | --------- |
| Australien (ARIA)            | 2× Platin                                                              | 140.000   |
| Belgien (BRMA)               | Platin                                                                 | 40.000    |
| Brasilien (PMB)              | Diamant                                                                | 160.000   |
| Dänemark (IFPI)              | Gold                                                                   | 45.000    |
| Deutschland (BVMI)           | Gold                                                                   | 300.000   |
| Frankreich (SNEP)            | Gold                                                                   | 100.000   |
| Italien (FIMI)               | Gold                                                                   | 50.000    |
| Kanada (MC)                  | Gold                                                                   | 40.000    |
| Neuseeland (RMNZ)            | 2× Platin                                                              | 60.000    |
| Polen (ZPAV)                 | Platin                                                                 | 50.000    |
| Portugal (AFP)               | Platin                                                                 | 10.000    |
| Schweiz (IFPI)               | Platin                                                                 | 30.000    |
| Spanien (Promusicae)         | Platin                                                                 | 60.000    |
| Vereinigtes Königreich (BPI) | Platin                                                                 | 600.000   |
| Zentralamerika (CFC)         | Gold                                                                   | 35.000    |
| Insgesamt                    | 6× Gold · 10× Platin · 1× Diamant ·                                    | 1.720.000 |

Hauptartikel: Taylor Swift/Auszeichnungen für Musikverkäufe/Lieder